# شقرانية
الشقرانية أو سُحَامِيَّات (الاسم العلمي: Pucciniaceae) هي فصيلة من الفطريات تتبع رتبة الشقرانيات من طائفة الشقراناويات.

## أجناس
تضم هذه الفصيلة 18 جنساً مختلفاً من الفطريات هي:
- الشقران (بالإنجليزية: Puccinia)‏ وهو الجنس النموذجي لهذه الفصيلة
- السهمان (باللاتينية: سهمان (فطر))
- الكمنسيل (باللاتينية: Cumminsiella)
- الكرنيل (باللاتينية: Kernella)
- الكيمور (باللاتينية: Kimuromyces)
- المياغ (باللاتينية: Miyagia)
- البليوم (باللاتينية: Polioma)
- الزغوان (باللاتينية: Zaghouania)
- النشال (باللاتينية: Cleptomyces)
- ذهبي الدورات (باللاتينية: Chrysocyclus)
- ذهبي الصدفية (باللاتينية: Chrysopsora)
- شقران مغمد (باللاتينية: Coleopucciniella)
- مطنف الصدفية (باللاتينية: Corbulopsora)
- باطني الأوراق (باللاتينية: Endophyllum)
- عاري المباغ (باللاتينية: Gymnosporangium)
- فراغي الطبقات (باللاتينية: Stereostratum)
- غريب العمود (باللاتينية: Xenostele)